# Protepicorsia costalis
Protepicorsia costalis là một loài bướm đêm trong họ Crambidae.